# Guyzance
Guyzance är en ort i civil parish Acklington, i grevskapet Northumberland i England. Orten är belägen 18 km från Morpeth. Guyzance var en civil parish 1866–1955 när det uppgick i Acklington. Civil parish hade 128 invånare år 1951.